# Hind Bensari
Hind Bensari (en arabe : هند بن ساري), née en 1987 à Casablanca au Maroc, est une réalisatrice marocaine. 
Elle est connue comme réalisatrice de deux films documentaires salués par la critique : 475 : Break the Silence en 2014, court métrage documentaire qui la révèle et argumentaire contre une loi sur les violeurs, et We Could Be Heroes en 2018, long métrage primé au Canada et au Maroc.

## Biographie

### Jeunesse, formation
Hind Bensari naît en 1987 à Casablanca, au Maroc. Mais très jeune, elle part s'installer à Londres. Elle est titulaire d'un diplôme en économie et en études moyen-orientales de l'université d'Édimbourg. Elle obtient ensuite un certificat en économie politique internationale de la London School of Economics and Political Science.

### Débuts professionnels
Hind Bensari commence à travaille pour un fonds d'investissement. Elle est ensuite chasseur de têtes, mais son métier ne la passionne pas. Vivement ébranlée par l'affaire Amina El Filali, une jeune fille violée, forcée d'épouser son agresseur et qui se suicide pour ne pas vivre avec lui, elle décide de changer de carrière.

### Carrière cinématographique
Hind Bensari retourne en 2014 au Maroc pour y réaliser son premier court métrage documentaire, 475 : Break the Silence. Ce documentaire contribue à susciter un mouvement au Maroc pour l'abrogation d'une nouvelle loi qui autorise les hommes accusés de viol à épouser leur victime. Elle commence par se documenter de façon approfondie sur l'affaire et ses tenants juridiques, puis tourne une vidéo préliminaire. Elle poste sa vidéo qui est remarquée sur Internet, et récolte en peu de temps les fonds pour le tournage grâce à un financement participatif. Le film est salué par la critique du New York Times et de la chaîne allemande ARD. Il bat le record d'audience de la chaîne 2M TV au Maroc ; il est aussi diffusé dans d'autres pays, comme le Danemark, le Portugal et le Canada, et vendu pour plus de 20 chaînes de télévision dans le monde. Hind Bensari donne par ailleurs des conférences TEDx.
Elle tourne ensuite le film We Could Be Heroes qui sort le 2 mai 2018. Il est présenté en première au Festival international canadien du documentaire Hot Docs 2018. Le film repose sur l'histoire de deux amis handicapés, Azzedine et Youssef. Les deux amis rêvent de s'évader de prison et de participer aux Jeux Paralympiques de Rio de 2016. Hind Bensari remporte pour ce film le prix du jury au Festival international canadien du documentaire Hot Docs 2018. Elle remporte également le « Prix du meilleur documentaire international » au Festival international du film de Toronto, devenant ainsi la première réalisatrice africaine à recevoir ce prix. Le film remporte ensuite le Grand Prix au Festival National du Film de Tanger.

### Vie privée
Elle épouse un homme d'affaires danois et vit avec lui au Danemark.

## Filmographie
| Année | Film                          | Rôle         | Genre                      | Réf.  |
| ----- | ----------------------------- | ------------ | -------------------------- | ----- |
| 2014  | 475 : Briser le silence       | Réalisatrice | court métrage documentaire | [ 3 ] |
| 2018  | Nous pourrions être des héros | Réalisatrice | film documentaire          | [ 5 ] |